# Barlanghy Adorján Vince
Barlanghy Adorján Vince (Nagyvárad, 1841. március 20. – Kassa, 1882. november 28.) premontrei rendi kanonok és főgimnáziumi tanár.

## Élete
A premontrei rendbe lépett, és áldozópappá szentelték; 1874–1875-ben a nagyváradi jogakadémián magántanárként a művelődéstörténetet adta elő, egyúttal a főgimnáziumnak rendes tanára volt. Utóbb a jászóvári prépost titkárává, majd jószágkormányzóvá és a premontrei kanonok-rend főszámvevőjévé neveztetett ki.
A Religióban (1861) megjelent értekezésén kívül, írt számos politikai, társadalmi, régészeti és közművelődési cikket írt a Nagyvárad című napilapba, részben saját nevén, részben névtelenül. Itt közölte meteorológiai megfigyeléseit is. 1875. július 1-jén ő alapította Nagyváradon a Természettudományi Szemlét, melyet az év végéig szerkesztett. Rövid ideig ő volt a Bihar megyei és Nagyváradi Régészeti és Történelmi Egylet egyik titkára; ezt a funkcióját elsősorban kivételes gyorsírói képességének köszönhette.